# 吹奏楽団の一覧
吹奏楽団の一覧（すいそうがくだんのいちらん）は、日本国内および国外の吹奏楽団についての一覧である。

## 日本

### プロフェッショナル

#### 東京都
- 東京佼成ウインドオーケストラ
- シエナ・ウインド・オーケストラ
- 東京吹奏楽団
- ブラスエクシードトウキョウ
- ハーツ・ウインズ
- ぱんだウインドオーケストラ
- タッド・ウインド・シンフォニー
- WISH Wind Orchestra
- ブリッツ・フィルハーモニック・ウインズ

#### 愛知県
- マスターズ・ブラス・ナゴヤ
- 名古屋ウインドシンフォニー
- 名古屋アカデミックウインズ

#### 大阪府
- Osaka Shion Wind Orchestra
- フィルハーモニック・ウインズ大阪
- なにわ《オーケストラル》ウィンズ
- ブラスパラダイス大阪
- ウインドアンサンブル奏
- ウインドカンパニー管楽オーケストラ
- 上方ウィンズ

#### その他
- PRO WiND 023（山形県）
- ジャパンウィンドプレイヤーズ（神奈川県）
- 広島ウインドオーケストラ
- 日本ウインドアンサンブル《桃太郎バンド》
- 九州管楽合奏団（福岡県）

### 音楽隊
- 警察音楽隊
- 消防音楽隊
- 陸上自衛隊音楽隊
- 航空自衛隊音楽隊
- 海上自衛隊音楽隊
- 海上保安庁音楽隊

### 音楽大学
- 東京芸術大学
  - 東京藝大ウィンドオーケストラ (旧称：藝大ブラス)
- 東京音楽大学
- 洗足学園音楽大学
  - 洗足ウィンドシンフォニー
- 国立音楽大学
  - 国立音楽大学ブラスオルケスター
  - 国立音楽大学シンフォニックウインドアンサンブル
  - 国立音楽大学ウインドシンフォニー
  - くにたちWINDS
- 武蔵野音楽大学
  - 武蔵野音楽大学ウィンドアンサンブル
- 昭和音楽大学
  - 昭和ウインド・シンフォニー
- 東邦音楽大学
  - 東邦音楽大学ウインドオーケストラ・スペシャルユニット
- 尚美学園大学
  - 尚美ウィンド・フィルハーモニー
  - 尚美ウインドオーケストラ
- 札幌大谷大学
  - 札幌大谷大学ウインドオーケストラ
- 名古屋芸術大学
  - 名古屋芸術大学ウィンドオーケストラ
- 大阪芸術大学
  - 大阪芸術大学ウィンド・オーケストラ
- くらしき作陽大学
  - くらしき作陽大学ウインドフィルハーモニー
- エリザベト音楽大学
  - エリザベト音楽大学ウインドアンサンブル

## 日本国外

### ヨーロッパ

#### イギリス
- イギリス空軍音楽隊（RAF Music Services）
  - セントラル・バンド（The Central Band of the Royal Air Force）
  - レジメント・バンド（The Band of the Royal Air Force Regiment）
  - ウェスタン（西部方面隊）バンド（The Western Band of the Royal Air Force）
  - 士官学校バンド（The Band of the Royal Air Force College）
  - ドイツ駐留隊バンド（The Band of the Royal Air Force Germany）
- 陸軍音楽軍団（Corps of Army Music）
  - 陸軍大軍楽隊（Army Big Band）（音楽軍団麾下軍楽隊の連合編成）
  - ライフガーズ軍楽隊（The Band of the Life Guards）
  - ブルーズ・アンド・ロイヤルズ軍楽隊（The Band of the Blues and Royals）
  - 重騎兵カンブレー軍楽隊（The Heavy Cavalry and Cambrai Band）
  - 軽騎兵軍楽隊（The Light Cavalry Band）
  - 王立砲兵軍楽隊（The Royal Artillery Band）
  - 王立工兵軍団軍楽隊（The Band of the Corps of Royal Engineers）
  - 王立通信軍団軍楽隊（The Band of the Royal Corps of Signals）
  - グレナディアガーズ軍楽隊（The Band of the Grenadier Guards）
  - コールドストリームガーズ軍楽隊（Regimental Band of the Coldstream Guards）
  - スコッツガーズ軍楽隊（Scots Guards Band）
  - アイリッシュガーズ軍楽隊（Irish Guards Band）
  - ウェルシュガーズ軍楽隊（Welsh Guards Band）
  - ロイヤル・スコットランド連隊軍楽隊（The Band of The Royal Regiment of Scotland）
  - クィーンズ師団ミンデンバンド（The Minden Band of The Queen's Division）
  - キングス師団軍楽隊（The Band of The King's Division）
  - プリンス・オブ・ウェールズ師団軍楽隊（The Band of The Prince of Wales's Division）
  - ザ・ライフルズ軍楽隊（The Band and Bugles of The Rifles）
  - 落下傘連隊軍楽隊（The Band of The Parachute Regiment）
  - グルカ旅団軍楽隊（The Band of The Brigade of Gurkhas）
  - 陸軍航空隊軍楽隊（The Band of the Army Air Corps）
  - 王立兵站軍団軍楽隊（The Band of The Royal Logistic Corps）
  - 王立電子・機械技術軍団軍楽隊（The Band of the Corps of Royal Electrical and Mechanical Engineers）
  - 副総監部軍楽隊（Band of the Adjutant General's Corps）
- プリンセス・オブ・ウェールズ・ロイヤル連隊軍楽隊“コヒマバンド”（The Kohima Band）（陸軍音楽軍団麾下ではなく国防義勇軍傘下）
- ロイヤル・マリーンズ・バンド（Royal Marines Band Service）
- 王立ノーザン音楽大学ウィンド・オーケストラ（Royal Northern College of Music Wind Orchestra）
- バーミンガム・シンフォニック・ウィンズ（Birmingham Symphonic Winds）
- シティ・オブ・ロンドン・ウィンド・アンサンブル（City of London Wind Ensemble）
- ロンドン・ウィンド・オーケストラ（London Wind Orchestra）（デニス・ウィックによりロンドンの管楽器奏者が集められたスペシャル・バンド）
- ロンドン・シンフォニック・ウィンド・オーケストラ（London Symphonic Wind Orchestra）（エリック・バンクスによりロンドンの管楽器奏者が集められたスペシャル・バンド）

#### 西欧
- ギャルド・レピュブリケーヌ吹奏楽団(共和国親衛隊吹奏楽団)（フランス）
- パリ警視庁音楽隊（La Musique des Gardiens de la Paix）（フランス）
- ベルギー・ギィデ交響吹奏楽団(ベルギー王立近衛交響吹奏楽団)（ベルギー）
- ハレルベケ・フォーロイト吹奏楽団（Koninklijk Harmonieorkest Vooruit）（ベルギー）
- 王立陸軍“ヨハン・ウィレム・フリーゾ”軍楽隊（KMKJWF）（Koninklijke Militaire Kapel "Johan Willem Friso"）（オランダ）
- オランダ王立海軍軍楽隊（Marinierskapel van de Nederlandse Koninklijke Marine）
- アムステルダム・ウインド・オーケストラ（Amsterdam Wind Orchestra）（オランダ）
- オランダ管楽アンサンブル（Nederlands Blazers Ensemble）
- トルン聖ミカエル交響吹奏楽団（Harmonieorkest St. Michaël Thorn）（オランダ）
- ヴィントクラフト・チロル（Windkraft Tirol）（オーストリア/現代音楽専門の吹奏楽団）
- ライプツィヒ放送吹奏楽団（ドイツ/放送局付き吹奏楽団として創設、東西ドイツ統一後は民間吹奏楽団として活動）
- バーデン＝ヴュルテンベルク州吹奏楽団（Landesblasorchester Baden-Württemberg）（ドイツ）
- ドイツ管楽フィルハーモニー（Deutsche Bläserphilharmonie）
- ドイツ連邦軍軍楽隊（Musikkorps der Bundeswehr）
- ドイツ連邦軍司令部軍楽隊(Stabsmusikkorps der Bundeswehr)
- ドイツ連邦軍陸軍ハノーファー軍楽隊(Heeresmusikkorps Hannover)
- ドイツ連邦軍陸軍カッセル軍楽隊(Heeresmusikkorps Kassel)
- ドイツ連邦軍陸軍コブレンツ軍楽隊(Heeresmusikkorps Koblenz)
- ドイツ連邦軍陸軍ウルム軍楽隊(Heeresmusikkorps Ulm)
- ドイツ連邦軍陸軍ファイツヘーヒハイム軍楽隊(Heeresmusikkorps Veitshöchheim)
- ドイツ連邦軍陸軍ノイブランデンブルク軍楽隊(Heeresmusikkorps Neubrandenburg)
- ドイツ連邦軍山岳部隊軍楽隊(Gebirgsmusikkorps der Bundeswehr)
- ドイツ連邦軍海軍キール軍楽隊(Marinemusikkorps Kiel)
- ドイツ連邦軍海軍ヴィルヘルムスハーフェン軍楽隊(Marinemusikkorps Wilhelmshaven)
- ドイツ連邦軍空軍エルフルト軍楽隊(Luftwaffenmusikkorps Erfurt)
- ドイツ連邦軍空軍ミュンスター軍楽隊(Luftwaffenmusikkorps Münster)
- スイス陸軍軍楽隊（Symphonisches Blasorchester des Schweizer Armeespiels）
- ベルン交響吹奏楽団（Sinfonisches Blasorchester Bern）（スイス）

#### 南欧
- カラビニエリ（国家憲兵隊）吹奏楽団（Banda dell'Arma dei Carabinieri di Roma）（イタリア）
- ソンチーノ市吹奏楽団（La Banda Civica Musicale di Soncino）（イタリア）
- ブニョール・アルティスティカ交響吹奏楽団（Banda Sinfónica La Artistica, Buñol）（スペイン）
- マドリード市吹奏楽団（Banda Sinfónica Municipal de Madrid）（スペイン）
- バンダ・プリミティバ・リリア（Banda Primitiva Llíria）（スペイン）

#### 北欧
- デンマーク王立近衛軍楽隊（Den Kongelige Livgardes Musikkorps）（デンマーク）
- デンマーク・コンサート・バンド（Rødovre Concert Band / Danish Concert Band）
- スウェーデン王立陸軍中央軍楽隊（Arméns musikkår）（スウェーデン）
- スウェーデン王立海軍軍楽隊（Marinens musikkår）（スウェーデン）
- スウェーデン王立近衛竜騎兵軍楽隊（Livgardets dragonmusikkår）（スウェーデン）
- イェーテボリ郷土防衛隊音楽隊（Hemvärnets musikkår Göteborg）（スウェーデン）
- エーストイェータ管楽シンフォニー（Östgöta Blåsarsymfoniker）（スウェーデン）
- ストックホルム・シンフォニック・ウィンド・オーケストラ（Stockholm Symphonic Wind Orchestra）（スウェーデン）
- ノルウェー王立海軍軍楽隊（The Royal Norwegian Navy Band）
- ノルウェー王立陸軍ベルゲン軍楽隊（Norwegian Army Band Bergen）
- ベルゲン・シンフォニック・バンド（Dragefjellets Musikkorps）（ノルウェー）

#### 東欧、ロシア
- オーストリア連邦軍ウィーン親衛大隊軍楽隊（Gardemusik Wien）（オーストリア）
- オリジナル・ホッホ・ウント・ドイッチュマイスター吹奏楽団（Original Hoch-und Deutschmeister Kepelle)（オーストリア）
- 《オーストリア・ハンガリー帝国ウィーン歩兵第4連隊》吹奏楽団（k.u.k Wiener Regimentskapelle IR4）（オーストリア）
- ハンガリー陸軍中央音楽隊（A Honvédség Központi Fúvószenekara / Central Band of the Hungarian Army）
- ブダペスト・シンフォニック・バンド（Budapesti Koncertfúvósok / Budapest Symphonic Band）（ハンガリー）
- ブダペスト・フランツ・リスト音楽院シンフォニック・バンド（Budapest Ferenc Liszt Music Academy Symphonic Band）（ハンガリー）
- チェコ陸軍中央音楽隊（Ústřední hudba Armády České Republiky / Czech Army Central Band）
- プルゼニ音楽院吹奏楽団（Pilsen Konservatorium Blasorchester）（チェコ）
- スプラフォン大吹奏楽団（Dechový Orchestr Supraphon）（チェコ）
- プラハ城警護隊音楽隊（Hudba Hradní Stráže a Policie ČR）（チェコ）
- ソビエト国防省吹奏楽団（The USSR Defense Ministry Band）（旧ソ連）
- ロシア海軍サンクトペテルブルク本部軍楽隊（The Saint Petersburg Admiralty Navy Band）

### 北米
- イーストマン・ウインド・アンサンブル
- ノーステキサス・ウィンド・シンフォニー（North Texas Wind Symphony）
- イリノイ大学シンフォニック・バンド（University of Illinois Symphonic Band）
- アメリカ海兵隊軍楽隊（The United States Marine Band）
- アメリカ空軍軍楽隊（The United States Air Force Band）
- アメリカ陸軍軍楽隊（The United States Army Band）
- アメリカ海軍軍楽隊（The United States Navy Band）
- アメリカ沿岸警備隊軍楽隊（The United States Coast Guard Band）
- ダラス・ウィンド・シンフォニー（Dallas Wind Symphony）
- アメリカン・ウィンド・シンフォニー・オーケストラ
- 管楽フィルハーモニア（Philharmonia à Vent）
- キーストーン・ウィンド・アンサンブル（Keystone Wind Ensemble）
- ゴールドマン・バンド（Goldman Band）
- スーザ・バンド
- ワシントン・ウィンズ（Washington Winds）
- デトロイト・コンサート・バンド（Detroit Concert Band）
- ノースショア・コンサート・バンド（Northshore Concert Band）
- ウィスコンシン・ウィンド・オーケストラ（Wisconsin Wind Orchestra）
- エドモントン・ウィンド・アンサンブル（Edmonton Wind Ensemble）（カナダ）
- ケベック管打アンサンブル（Ensemble Vents et Percussion de Québec）（カナダ）
- モントリオール・ウィンズ（Les Vents de Montréal）（カナダ）

### アジア
- 中国人民解放軍軍楽団
- 韓国芸術総合学校ウィンド・アンサンブル
- ソウル・ウィンド・アンサンブル（韓国）
- ソウル特別市地方警察庁楽隊（韓国）
- 中国青年軍ユース・バンド（台湾青少年バンド）
- 台湾管楽団（台湾ウィンド・アンサンブル）
- シンガポール軍中央音楽隊
- シンガポール・ユース・ウィンド・オーケストラ
- 南洋工科大学シンフォニック・バンド（シンガポール）
- シンガポール警察音楽隊

### その他の地域
- サンパウロ州立交響吹奏楽団（Banda Sinfônica do Estado de São Paulo）（ブラジル）
- オーストラリア・ウィンド・オーケストラ（Australian Wind Orchestra）
- ニュージーランド・ナショナル・バンド（National Band of New Zealand）
- トンガ王国警察音楽隊（Royal Tonga Police Brass Band）
- フィジー王立国軍軍楽隊（Royal Fiji Military Forces Band）

### 歴史的なもの
- オスマン軍楽隊